# Xarxet (color)

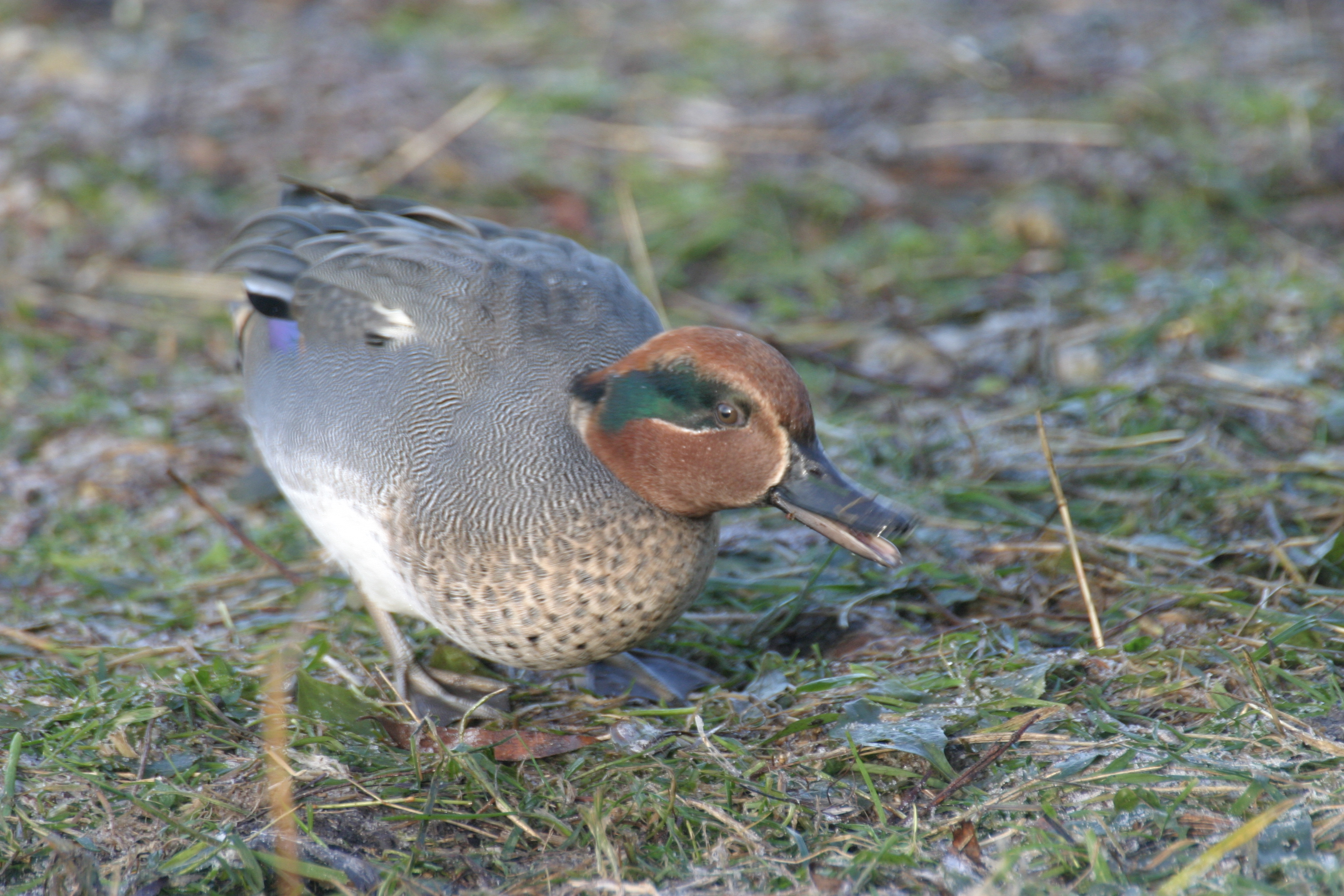
Xarxet comú.

Xarxet, o també xarxet blau, és un color entre el verd fosc blavós de baixa saturació i el cian fosc. Com que és el color que envolta ulls del xarxet comú, pren el nom d'aquest membre de la família dels ànecs. En italià aquest color es diu fulla de te. El color complementari del xarxet és el rosa corall.
Una mostra del color xarxet:

## Localització i usos
- Xarxet és un color d'un personatge dels videojocs Pokémon.

Snorlax de Pokémon.

- Xarxet és el color d'algunes plantes.

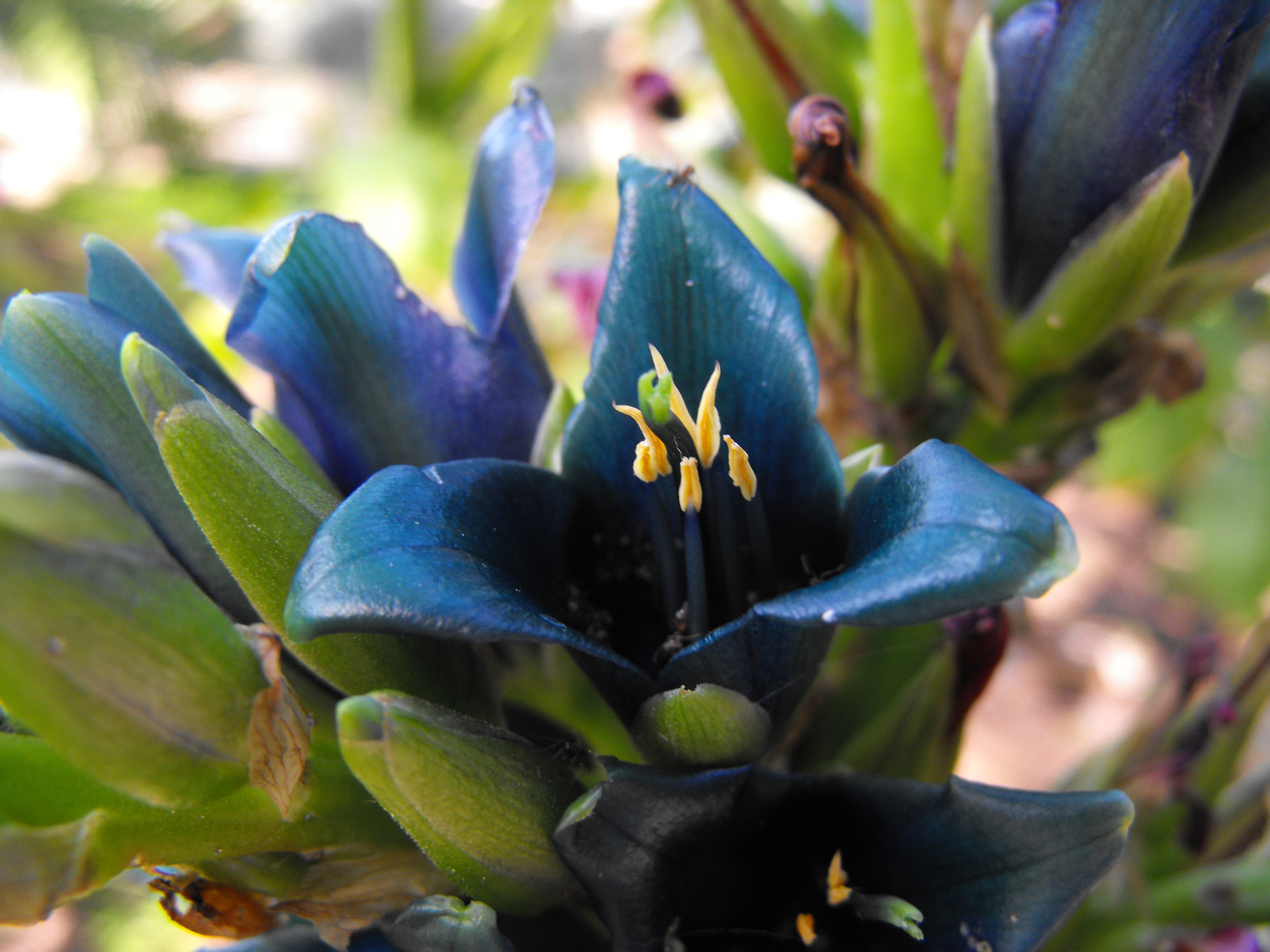
Puya alpestris
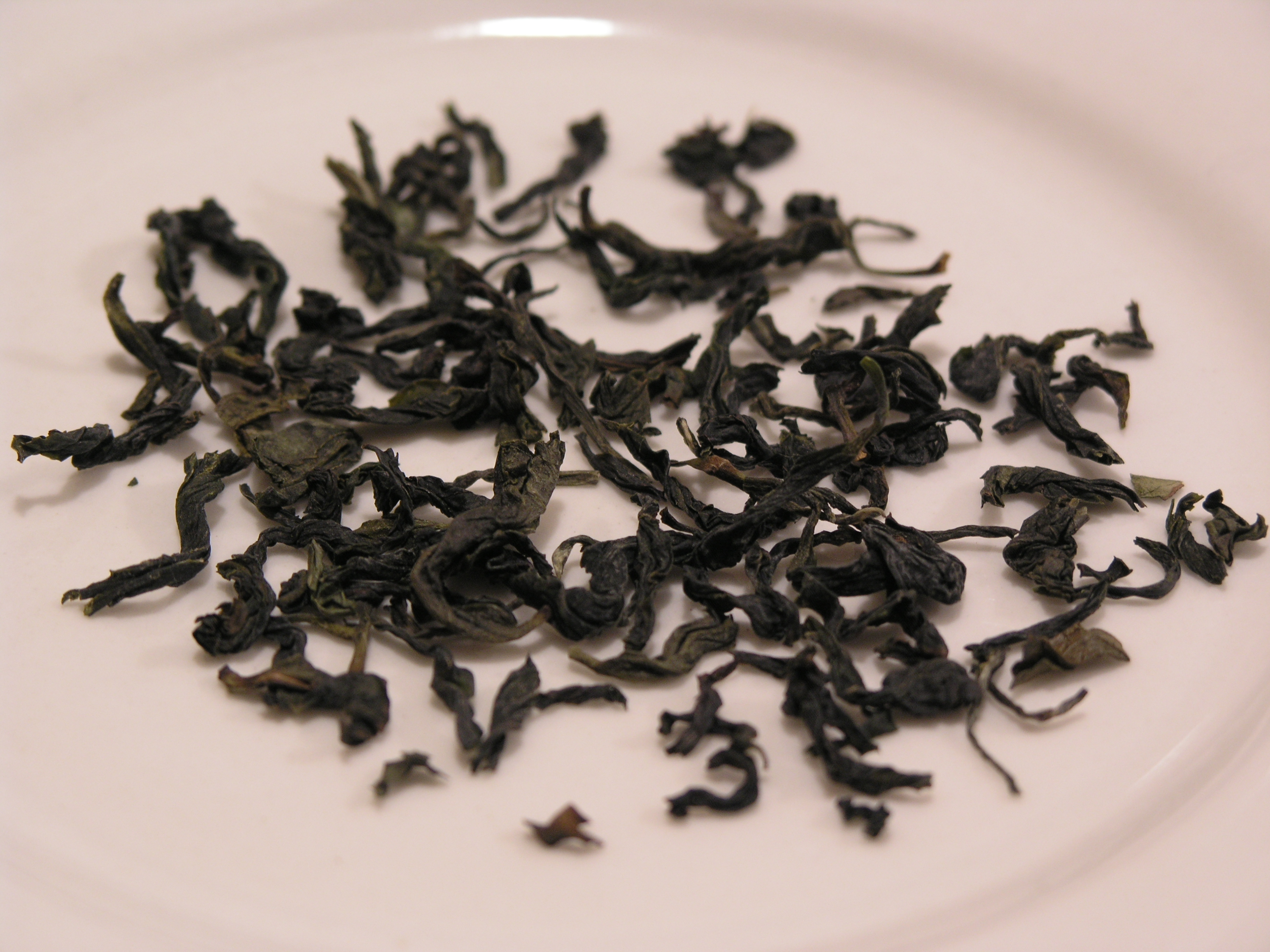
Fulles de te